# Heliophanus cassinicola
Heliophanus cassinicola är en spindelart som beskrevs av Simon 1909 [1910. Heliophanus cassinicola ingår i släktet Heliophanus och familjen hoppspindlar. Inga underarter finns listade i Catalogue of Life.